# Johnny Brewer
Johnny Lee Brewer (* 8. März 1937 in Vicksburg, Mississippi; † 27. Mai 2011 in Madison, Mississippi) war ein US-amerikanischer Footballspieler.

## Leben
Johnny Brewer erblickte das Licht der Welt auf einem Hausboot in Vicksburg, Mississippi.
Während seiner Zeit auf der High School spielte er von 1952 bis 1955 Football im Team der Redwood High School. Die folgenden 5 Jahre spielte er von 1956 bis 1960 für die Mannschaft der Ole Miss.
1961 erhielt er einen Profivertrag bei den Cleveland Browns, mit denen er 1964 die NFL-Meisterschaft gewann. Das Jahr seines größten Erfolges auf Vereinsebene war auch ein Besonderes für ihn als Privatperson; denn am 13. Juni 1964 heiratete er Anita Wood, die sich nach fünfjähriger Beziehung 1962 von Elvis Presley getrennt hatte, der übrigens auch ein Fan der Cleveland Browns war. Die Ehe bestand bis zu seinem Tod am 27. Mai 2011. 
Während seiner ersten 5 Jahre in der NFL spielte Brewer als Tight End und anschließend als Linebacker. 1967 wurde Brewer für den Pro Bowl nominiert.
Nachdem Brewer neben dem Football früh ein zweites wirtschaftliches Standbein gefunden hatte und er auf diesem Gebiet schwerpunktmäßig im Großraum New Orleans zu tun hatte, bat er die Cleveland Browns, für die er insgesamt 98 NFL-Spiele absolviert hatte, um einen Wechsel zu den New Orleans Saints, für die er von 1968 bis 1970 weitere 37 NFL-Spiele absolvierte.
Während seiner zehnjährigen Laufbahn als NFL-Profi hatte er kein einziges Spiel verpasst. 1970 beendete Brewer seine aktive Laufbahn und arbeitete weiterhin im Versicherungswesen. 1991 wurde er in die Ole Miss Hall of Fame und 2004 in die Mississippi Sports Hall of Fame gewählt.